# Joseph Pétasse
Pour les articles homonymes, voir Pétasse.
Joseph Pétasse, né le 27 juillet 1803 à Beaune, mort le 8 décembre 1892  est un écrivain français.

## Biographie
Joseph Pétasse est né d'un père chapelier et d'une mère au foyer. Le décès de sa mère le faisant orphelin, il est confié par son père à ses grands-parents et ne semble pas avoir une enfance heureuse. Il est élève de l'actuel collège Monge (ancien collège des oratoriens), et y apprend à écrire des vers, en latin et en français. 
Il exerce ensuite le métier d’horloger, pour lequel il se forme en faisant une tournée de compagnon en France et en Suisse. Sa vue baissant, au bout de quinze années d'exercice, il est recruté en 1843 comme économe par l'Hôtel-Dieu de Beaune. Dans les années 1847, 1848 et 1849, à la suite de difficultés financières de l'établissement, il va vendre les fameux vins qui s’accumulent dans les celliers des Hospices en voyageant à travers l'Europe. Il crée une clientèle qui permet de sortir les hospices de l'ornière.

« Messieurs, vous pouvez reprendre, dès cette année, la vente aux enchères publiques ; il est désormais inutile de nous déranger, la clientèle est faite, nos vins sont connus et ce sont maintenant les amateurs qui viendront à nous. »

Parallèlement, il écrit des poèmes restés inédits, qu’il montre notamment à Victor Hugo, qui lui en fait des éloges. Il est un des fondateurs de la Société d’histoire et d'archéologie de Beaune. Outre la poésie, il se passionne pour l'abbaye Sainte-Marguerite de Bouilland près de laquelle il achète une petite maison en 1851.

## Œuvres
- En 1841 il donne quelques vers à la Revue de la Côte d’Or sous le pseudonyme d’Arthur.
- Son premier recueil, Fleurs des Champs, le situe dans le sillage de l'école romantique de Lamartine, Paris, Pelissonnier, 1842
- Il publie sept recueils de poésies qui ne rencontrent guère de succès, à part Le Collier de Perles qui suscite un article élogieux dans la revue L'Artiste.
- Le Collier de perles, Sonnets, Paysages, Tableaux, Impressions, Légendes, Paris, Librairie nouvelle, 1857
- Souvenirs des Alpes ou notes de voyage, Beaune, Société d'histoire, d'archéologie et de littérature, 1857
- Fleurs des bois où sa  poésie, se rapproche de Théophile Gautier et des Parnassiens : De la poésie et de son mode de manifestation. Le Cantique des Cantiques traduit en vers français. Lettre de Victor Hugo. Lettre et vers inédits d'Armand Gouffé, Beaune, imprimerie de Batault-Morot, 1863
- Le Sphynx : Charades, moralités, Beaune, imprimerie de Batault-Morot, 1864
- Roses de Noël, poésies, Beaune, imprimerie de Batault-Morot, 1866
- Le Monogramme divin... poésies, Beaune, imprimerie de Batault-Morot, 1875
- Brises des montagnes : poésies, Beaune, A. Batault, 1883

## Point d'intérêt
Un arrêt de bus a été nommé en son nom ("Pétasse") dans la ville de Beaune en Côte-d'Or dans la région de Bourgogne-Franche-Comté.